# Nickerson (Nebraska)
Nickerson és una població dels Estats Units a l'estat de Nebraska. Segons el cens del 2000 tenia 431 habitants.

## Demografia
Segons el cens del 2000, Nickerson tenia 431 habitants, 144 habitatges, i 110 famílies. La densitat de població era de 437,9 habitants per km².
Dels 144 habitatges en un 45,8% hi vivien nens de menys de 18 anys, en un 56,9% hi vivien parelles casades, en un 15,3% dones solteres, i en un 23,6% no eren unitats familiars. En el 18,8% dels habitatges hi vivien persones soles el 10,4% de les quals corresponia a persones de 65 anys o més que vivien soles. El nombre mitjà de persones vivint en cada habitatge era de 2,99 i el nombre mitjà de persones que vivien en cada família era de 3,34.
Per edats la població es repartia de la següent manera: un 34,8% tenia menys de 18 anys, un 9,5% entre 18 i 24, un 31,8% entre 25 i 44, un 14,4% de 45 a 60 i un 9,5% 65 anys o més.
L'edat mediana era de 28 anys. Per cada 100 dones de 18 o més anys hi havia 86,1 homes.
La renda mediana per habitatge era de 36.477 $ i la renda mediana per família de 39.688 $. Els homes tenien una renda mediana de 29.531 $ mentre que les dones 20.769 $. La renda per capita de la població era de 12.744 $. Aproximadament el 8,7% de les famílies i el 12% de la població estaven per davall del llindar de pobresa.

## Poblacions més properes
El següent diagrama mostra les poblacions més properes.